# Sami Tchak
Sami Tchak, pseudonimo di Sadamba Tcha-Koura (Togo, 1960), è uno scrittore togolese.

## Biografia
Dopo una tesi in filosofia presso l'Università di Lomé nel 1983, insegna in un liceo per tre anni. Arrivato in Francia nel 1986 per iniziare gli in sociologia, ottiene il dottorato alla Sorbona nel 1993. È nel contesto delle sue attività di sociologo che il destino lo porta a Cuba nel 1996, per effettuare sette mesi di ricerca sulla prostituzione. Pubblicherà infatti il saggio La prostitution à Cuba. Communisme, ruses et débrouilles (prefazione a cura dello scrittore cubano Eduardo Manet).
La scoperta del Messico e successivamente della Colombia influenzeranno notevolmente le sue scelte letterarie. Questi luoghi e i grandi scrittori che li hanno partoriti gli aprono nuovi orizzonti di scrittura.
A partire dal romanzo Hermina pubblicato nel 2003 da Gallimard, tutti i suoi libri sono ambientati in una America Latina "immaginaria", che in realtà assomiglia di gran lunga all'Africa. Oltre agli articoli e ai saggi pubblicati in diverse enciclopedie e riviste scientifiche e ai racconti presenti in alcune raccolte, ha pubblicato fino ad oggi sei romanzi e quattro saggi.
Nel 2004, ha vinto il Grand prix de littérature d'Afrique noire per l'insieme delle sue opere. I suoi romanzi sono stati tradotti in italiano, tedesco e spagnolo.

## Pubblicazioni

### Romanzi
- Femme infidèle, Lomé, Nouvelles Editions Africaines, 1988.
- Place des Fêtes, Parigi, Gallimard, 2001 (tradotto in tedesco e in spagnolo).
- Hermina, Parigi, Gallimard, 2003.
- La fête des masques, 2004, Parigi, Gallimard. (ed.it. La festa delle maschere, Milano, Morellini, 2005).
- Le paradis des chiots, Parigi, Mercure de France, 2006.
- Filles de Mexico, Parigi, Mercure de France, 2008.

### Saggi
- Africana. Raccontare il continente al di là degli stereotipi, Chiara Piaggio, Feltrinelli 2021[1].
- La sexualité féminine en Afrique, Parigi, L'Harmattan, 1999.
- La prostitution à Cuba, Parigi, L'Harmattan, 1999.
- L'Afrique à l'épreuve du sida, Parigi, L'Harmattan, 2000.
- Formation d'une élite paysanne au Burkina Faso, Parigi, L'Harmattan, 1995.